# Rjabinowka (Kaliningrad, Bagrationowsk)
Rjabinowka (russisch Рябиновка, deutsch Schmoditten) ist eine Siedlung im Rajon Bagrationowsk (Kreis Preußisch Eylau) der Oblast Kaliningrad (Gebiet Königsberg (Preußen)) in Russland und gehört zur Gwardeiskoje selskoje posselenije (Landgemeinde Gwardeiskoje (Mühlhausen)).

## Geographische Lage
Das Dorf liegt in der historischen Region Ostpreußen, etwa 37 Kilometer südsüdöstlich der Stadtmitte von Kaliningrad   (Königsberg) und vier Kilometer nördlich von Bagrationowsk (Preußisch Eylau). 

## Geschichte

Schmoditten (Gr. Schmoditten), südsüdöstlich von Königsberg und nördlich der Stadt Preußisch Eylau, auf einer Landkarte von 1910

Am Anfang des 16. Jahrhunderts hieß die Ortschaft Schmeditten, 
bis 1946 dann Schmoditten.
Im Jahr 1785 wird Schmoditten  als ein königliches Dorf mit einer Kirche und 25 Feuerstellen (Haushaltungen) bezeichnet. 1814  wurde in Schmoditten  ein kölmisches Gut, zu dem auch das Vorwerk Klein-Schmoditten (früher Sollsein genannt), ein Krug und zusammen über 458 Morgen Land gehörten und dessen Wert gerichtlich auf 5659 Taler geschätzt worden war, öffentlich zum Kauf angeboten.
Ab 1874 war die Landgemeinde in den Amtsbezirk Henriettenhof eingegliedert, der 1928 in „Amtsbezirk Althof“ umbenannt wurde.
Im Jahre 1910 zählte Schmoditten 292 Einwohner. Am 1. Oktober 1928 wurde die Landgemeinde Leidtkeim (heute russische: Bolschakowskoje) nach Schmoditten eingemeindet, und am 1. April 1929 folgte die Landgemeinde Schloditten (Sagorodnoje). Die Einwohnerzahl stieg bis 1933 auf 503 und betrug 1939 507.
Im Jahr 1945 gehörte Schmoditten zum Landkreis Preußisch Eylau im Regierungsbezirk Königsberg der Provinz Ostpreußen des Deutschen Reichs. 
Gegen Ende des Zweiten Weltkriegs besetzte im Frühjahr 1945 die Rote Armee die Region. Nach Einstellung der Kampfhandlungen wurde Schmoditten zusammen mit der nördlichen Hälfte Ostpreußens von der Sowjetunion besatzungsrechtlich in eigene Verwaltung genommen. Das Dorf erhielt 1946 die russische Bezeichnung „Rjabinowka“. 
Bis 2009 war der Ort in den Orechowski sowjet (Dorfsowjet Orechowo (Althof)) eingegliedert und ist seither – aufgrund einer Struktur- und Verwaltungsreform – eine als „Siedlung“ qualifizierte Ortschaft innerhalb der Gwardeiskoje selskoje posselenije (Landgemeinde Gwardeiskoje (Mühlhausen)) im Rajon Bagrationowsk.

## Kirche

Gotischer Turm der Dorfkirche, um ca. 1895

Die Kirche in Schmoditten wurde im 14. Jahrhundert – etwa 1330 bis 1360 – errichtet und 1380 vollendet. 1843 wurde sie erneuert, jedoch blieb nur der Turm gotisch, während das Kirchenschiff durch einen niedrigen, architektonisch wenig überzeugenden Zweckbau ersetzt wurde. Das Gebäude überlebte den Zweiten Weltkrieg nahezu unbeschadet, wurde jedoch nach 1945 ausgeräumt und verfiel. Im Jahre 1970 sprengte das sowjetische Militär die noch verbliebenen Kirchenwände und nutzte den Schutt für Straßenreparaturarbeiten.

### Kirchengemeinde
Schmoditten war bereits in vorreformatorischer Zeit ein Kirchdorf. Der Einzug der Reformation erfolgte relativ früh. Schmoditten war dann der Inspektion des Königsberger Oberhofpredigers zugeordnet, gehörte zuletzt mit seinem großen Kirchspiel zum Kirchenkreis Preußisch Eylau (heute russisch: Bagrationowsk) in der Kirchenprovinz Ostpreußen der Kirche der Altpreußischen Union.
Während der Zeit der Sowjetunion war kirchliches Leben so gut wie unmöglich. Erst in den 1990er Jahren entstanden in der Oblast Kaliningrad wieder evangelische Gemeinden, von denen die in Gwardeiskoje (Mühlhausen) Rjabinowka am nächsten liegt. Sie ist eine Filialgemeinde der Auferstehungskirche in Kaliningrad (Königsberg) innerhalb der Propstei Kaliningrad der Evangelisch-lutherischen Kirche Europäisches Russland (ELKER).

### Kirchspielorte (bis 1945)

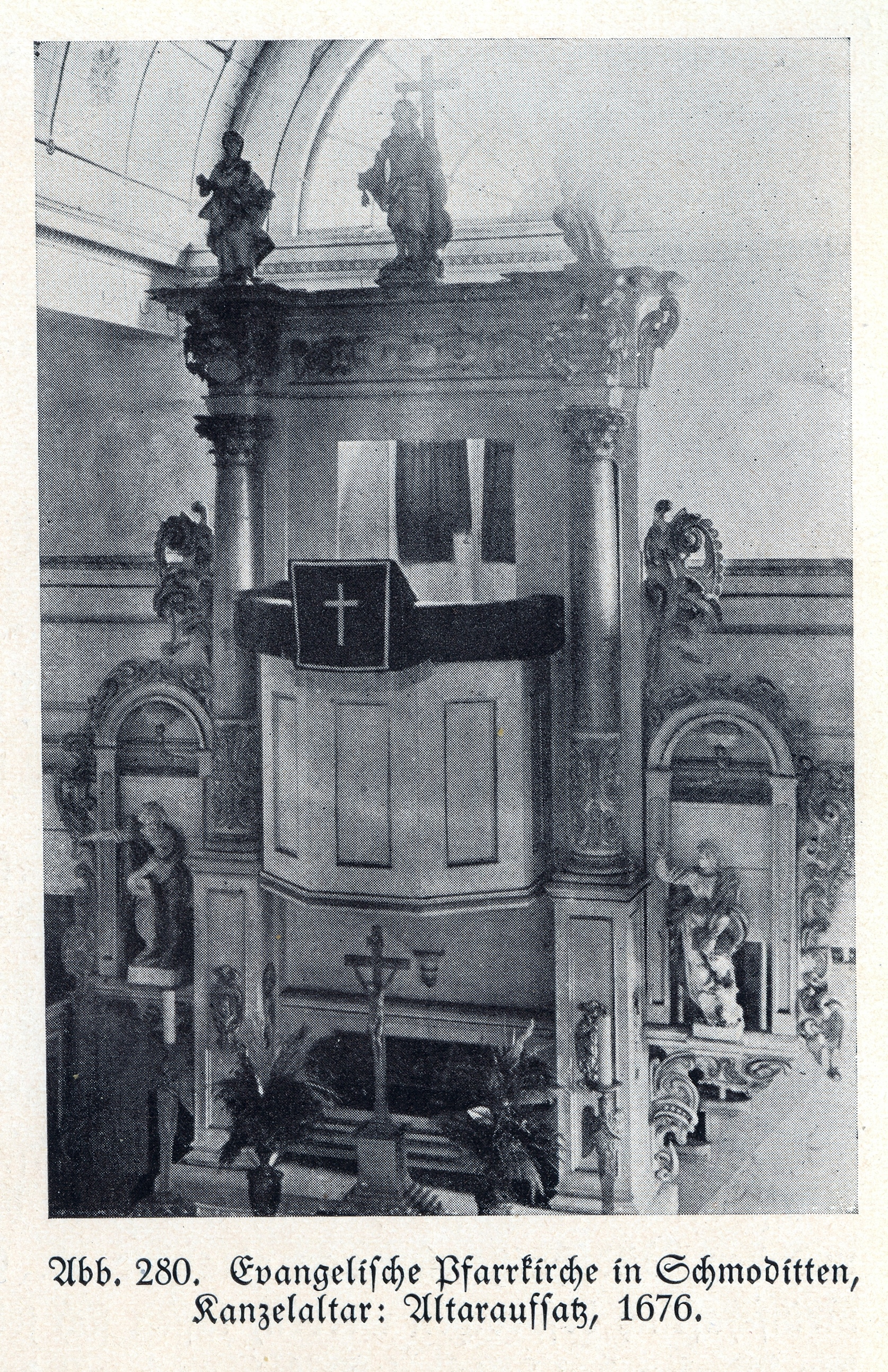
Kanzelaltar

Zum Kirchspiel Schmoditten gehörten bis 1945 der Pfarrort und die Dörfer:
| Deutscher Name   | Russischer Name                  |  | Deutscher Name | Russischer Name             |
| ---------------- | -------------------------------- |  | -------------- | --------------------------- |
| Althof           | Prechowo                         |  | Lampasch       | Nadeschdino                 |
| Auklappen        | Maloje Osjornoje                 |  | Leidtkeim      | Bolschakowskoje             |
| Bekarten         | Borowoje                         |  | Melonkeim      | Borowoje                    |
| Boggentin        | Lermontowo                       |  | Naunienen      | Berjosowka                  |
| Drangsitten      | Awgustowka                       |  | Neucken        | Dubki                       |
| Ellermühle       | NN.                              |  | Palpasch       | Pessotschnoje               |
| Graventhien      | Awgustowka                       |  | Pieskeim       | Berjosowka                  |
| Groß Sausgarten  | Berjosowka                       |  | Rappeln        | Rakitnoje                   |
| Johnken          | Awgustowka                       |  | Rohrmühle      | Borowoje                    |
| Karlshöfchen     | NN.                              |  | Schloditten    | Sagorodnoje                 |
| Klein Sausgarten | Bolschoje                        |  | Sossehnen      | Solnzewo, jetzt: Berjosowka |
| Kniepitten       | Kusnetschnoje, jetzt: Berjosowka |  | Tollkeim       | Solnzewo jetzt: Berjosowka  |
| Kutschitten      | Snamenskoje                      |  | Wogau          | Lermontowo                  |

### Pfarrer
In den Jahren nach Einführung der Reformation waren in Schmoditten zwei Geistliche tätig. Bis 1945 taten  hier 26 evangelische Pfarrer Dienst:
- Urban Klinckicht, bis 1575
- Paul Streit, ab 1575
- Sigismund Weier, bis 1583
- Matthias Cocus, 1588–1598
- Michael Guderus, bis 1598
- Matthias Lindewald, ab 1598
- Valentin Salbert, 1610–1633
- Michael Schmauserus, 1633–1662
- Johann Gerhard Dammler, 1662–1675
- Tobias Schweichel, 1675–1693
- Johann Pancratius Buck, 1693–1738
- Bernhard Benedict Walther, 1725–1733
- Friedrich John, 1735–1778
- Johann Gottfried Moeller, 1778–1802
- Johann Friedrich Brandt, 1802–1807
- Johann Gottfried Fröhloff, 1807–1832
- Johann Carl Friedrich Borck, 1832–1833
- Johann Carl Buske, ab 1833
- Johann Friedrich August Schröder, 1853–1868
- Anton Ludwig Lehmann, 1868–1879
- Theophil Tribukait, 1880–1899[A 1]
- Julius Hildebrandt, 1899–1911
- Georg Lindnau, 1911–1912
- Ernst Wedemann, 1912–1915
- Georg G. Wilhelm Heynacher, 1915–1935
- Max Kuehnert, 1935–1945

## Söhne des Ortes
- Sigismund Weier (* 28. Februar 1579 in Schmoditten; † 1661), Pfarrersohn, Mathematiker, Bibliothekar und Historiker
- Georg Friedrich John (1742–1800), Pfarrersohn, Dichter und Theaterkritiker

## Verkehr
Zu erreichen ist der Ort über die russische Fernstraße A 195 (ehemalige deutsche Reichsstraße 128) zwischen der alten und der neuen (Umfahrung Bagrationowsk) Straßenführung. 
Am  westlichen Ortsrand verläuft die Bahnlinie Kaliningrad (Königsberg) – Bagrationowsk, ein Teilstück der früheren Ostpreußischen Südbahn.